# Јероним Стридонски
Свети Јероним Стридонски (грч. Εὐσέβιος Σωφρόνιος Ἱερόνυμος, лат. Eusebius Sophronius Hieronymus; 347 — 420) познат је као преводилац Библије са старогрчког и хебрејског на латински језик. Тај превод, популарно назван Вулгата, био је званични библијски текст римокатоличке цркве до 1979. године када је објављена Неовулгата.
Јероним је рођен у Стридону, селу близу Емоне на граници Далмације и Паноније. Он је најпознатији по свом преводу Библије на латински (превод који је постао познат као Вулгата) и својим коментарима на целу Библију. Јероним је покушао да створи превод Старог завета заснован на хебрејској верзији, а не на Септуагинти, како су се преводи Библије на латинском језику изводили пре њега. Његов списак манускрипата је обиман, а поред библијских дела, писао је полемичке и историјске есеје, увек из перспективе теолога.

## Биографија
Родио се у Стридону (или Стридонама), на граници између римских провинција Далмације и Паноније, стога се Јероним често назива Далматинцем. Не зна се тачно где се налазио Стридон — по једној теорији претпоставља се да је био смештен у Граховом пољу у данашњој БиХ, а по другој аргументованијој, тзв. либурнијској тези, на подручју између Трсата (Хрватска) и Илирске Бистрице (Словенија). Био је син илирских хришћанских родитеља, но крштен је касније, у Риму, где је студирао реторику. Похађао је школу угледног граматичара Доната, који га је упознао са латинским класицима. Био је врло надарен, али тешке нарави и недисциплинован. Поседовао је интелигенцију, добро памћење и изванредно осетљив, страствен карактер. Проводио је сате и сате читајући велике римске писце као Цицерона, Вергилија, Хорација и Тацита, или грчке - Хомера и Платона, и скоро да није ни посвећивао време читању духовне литературе.
Потом је одлучио да оде у пустињу да искаје своје грехе живећи аскетским животом, нарочито због своје превелике осетљивости и лоше нарави и поноса. Међутим, иако се много молио, постио, проводио ноћи без сна, није нашао мир, схвативши да усамљенички живот није за њега.
По повратку у град, италијански епископи заједно са римским папом су га именовали секретаром св. Амброзија, али овај се разболео те су Јерониму доделили другу дужност коју је обављао веома ефикасно и мудро. Видевши његов огроман таленат и знање, папа Дамас I га је именовао својим секретаром. Јероним је требало да пише писма која је папа слао, а потом му је и поверио превод Библије. Преводи Библије који су у то доба постојали имали су много језичких грешака и непрецизности или не баш тачних превода. Јероним, који је био изузетан познавалац латинског језика, прерадио је постојеће преводе Новог завета (ти најранији преводи називају се Vetus Latina или Itala). Његов превод се зове Вулгата („превод за народ“ - на латинском) и био је званичан црквени текст Библије католичке цркве током 15 векова.
Кад је умро папа Дамас, Јероним је отпутовао опет на Исток. Дошао је у Витлејем, где је основао један мушки манастир, који је сам водио. Дао се на превођење светих књига с хебрејских изворника, а онда на писање коментара појединим књигама. Ти су коментари веома вредни због мноштва историјских и археолошких података. Његови историјски списи, нарочито „О славним људима“ (лат. De viris illustribus), пуни су врло драгоцених података. Српски превод: Преподобни Јероним Стридонски, „О знаменитим људима“, Шибеник, 2012. Превод: Слободан Продић.
Последње су Јеронимове године биле у сени многих патњи. Здравље му се погоршало, а почео га све више остављати и вид. Исцрпљен, слеп и усамљен, Јероним је након толиких борби што их је водио цео живот, умро 30. септембра 420. године у Витлејему.
Свети Јероним се сматра заштитником преводилачке професије. Током средњег века, такође се сматрао и свецем - заштитником Илира, тј. Јужних Словена. Из овог разлога нашао се и на медаљону апокрифног грба цара Душана.
Православна Црква његов спомен слави 15. јуна по јулијанском календару.